# Het geheim van Elisa Davis - deel 2
Het geheim van Elisa Davis - deel 2 (Frans: Le secret d'Elisa Davies, t.2) is het 35e album uit de Belgische stripreeks Roodbaard naar een scenario van Christian Perrissin en getekend door Marc Bourgne. Het stripalbum werd in 2004 uitgebracht en is een rechtstreeks vervolg op album #34: Het geheim van Elisa Davis - deel 1.

## Het verhaal
Terwijl Erik, Anny, Driepoot en Baba op weg zijn naar Puerto Bello, vertelt Anny aan Erik haar levensverhaal:
Na de dood van haar moeder is Elisa naar Bristol gegaan. Hier heeft Pew, een oude vriend van haar moeder, de herberg The Long View. Elisa weet uiteindelijk Pew zover te krijgen dat hij vertelt wie haar moeder was: het blijkt de pirate Mary Read te zijn, en haar stiefmoeder Ann Davis was eigenlijk Anne Bonny, ook een pirate. Pew wil haar niet meer vertellen, dus moet Elisa wachten tot Roodbaard weer komt. Maanden gaan voorbij zonder dat hij komt, maar op een avond komt wel iemand anders: Driepoot, die mannen voor de Zwarte Valk zoekt. Anny verkleedt zich als jongen en weet aan boord van de Lady Charlotte te komen, die hen naar Roodbaard zal brengen. Op zee wordt Elisa ontmaskerd, maar Baba en Driepoot brengen haar toch naar de Zwarte Valk. Ze maakt haar eerste entering mee, wanneer het koopvaardijschip Quedah Merchant wordt overvallen en alle opvarenden door de piraten worden gedood. Roodbaard brengt haar naar het huis van Meade Falkner en geeft haar een pistool, zodat ze zich kan wreken op de man die haar stiefmoeder heeft vermoord. Maar hij verwachtte haar en schiet haar neer. Terwijl Falkner haar probeert te overweldigen kan Elisa hem met een brandend haardblok in het gezicht slaan en hem dan het raam uitduwen.
Anny's verhaal is ten einde: in Puerto Bello nemen ze een schip naar Jamaica, van waaruit ze terug naar Europa zullen gaan.